# Doctors’ Commons

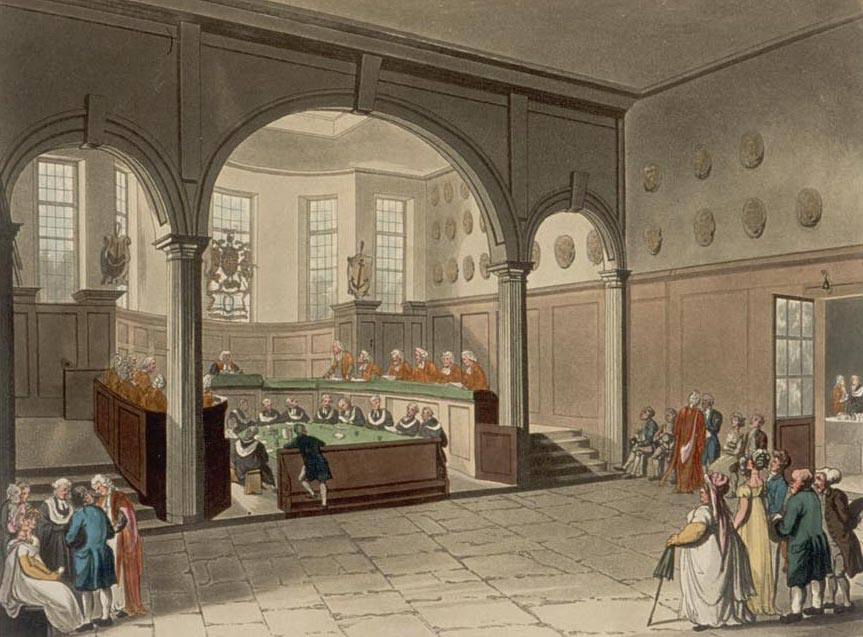
Sitz der Doctors’ Commons in London (frühes 19. Jahrhundert)

Die Doctors’ Commons, seit 1768 offiziell College of Doctors of Law exercent in the Ecclesiastical and Admiralty Courts war eine englische Juristenvereinigung mit Sitz in London von 1511 bis 1865.
Die englische Kirchengerichtsbarkeit (ecclesiastical courts) und die Seegerichte (admiralty courts) wendeten nicht das Common Law, sondern das in Kontinentaleuropa verbreitete kanonische und das römische Recht an. Ihre spezielle Ausbildung erhielten die bei diesen Gerichten zugelassenen Anwälte an den Universitäten Oxford und Cambridge. Die Absolventen schlossen sich zu der Doctors’ Commons zusammen. Ihre Aufnahme in die Gemeinschaft und Zulassung als Anwalt legten die Regularien des Erzbischofs von Canterbury fest. Sie hatten vor Gericht eine ähnliche Funktion wie die Barristers im Common Law.
Für das Common law waren die parallel in den Inns of Court organisierten Rechtsanwälte zuständig.
Seit dem 19. Jahrhundert ist die strenge Trennung von römischem Recht und Common Law sowie die exklusive Vertretungsbefugnis vor Gericht mit den Probate and Matrimonial Causes acts von 1857, dem High Court of Admiralty Act 1859 und dem Judicature Act von 1873 aufgehoben, was auch zur Auflösung der Doctors’ Commons im Jahr 1865 führte.